# Kamaresakvedukten
Kamaresakvedukten även Bekir Pashas akvedukt är en akvedukt utanför staden Larnaca på Cypern som  
byggdes mellan 1747 och 1750 på uppdrag av Ebubekir Pasha som var osmansk guvernör i Larnaca. 
Akvedukten är en del av ett 16 kilometer långt system av akvedukter och rörledningar som försåg Larnaca med vatten från floden Tremithos. Dess första del bestod av en underjordisk kanal som efter omkring 8 kilometer mynnade ut i en bassäng varifrån vattnet leddes vidare via kanaler och viadukter. 
På sin väg mot Larnaca drev vattnet bland annat två kvarnar. I själva staden distribuerades vattnet via sju dricksvattenfontäner varav två finns kvar.
Akvedukterna i ledningssystemet hade ursprunglingen 75 brospann. Systemet var i drift till år 1936 då det ersattes av ett modernt dricksvattennät.